# Unión por Leganés
Unión por Leganés (ULEG) es una formación política nacida el 28 de febrero de 2003 a instancia de un grupo de universitarios de la ciudad de Leganés, con el fin de crear una formación política local en Leganés independiente de los grandes partidos nacionales. Su presidente es  Carlos José Delgado Pulido.
Unión por Leganés ha mostrado su oposición a medidas como la Tasa de basuras y a la política de vivienda del Ayuntamiento de Leganés. A instancias de ULEG nació la Asociación de Vecinos Justicia Tributaria de Leganés para recurrir la “ecotasa” ante los Tribunales.
El partido es uno de los fundadores e impulsores del Congreso Nacional de Partidos Independientes, un evento anual que comenzó en 2004 y que pretende aglutinar a todas las fuerzas políticas independientes para consolidar una síntesis superadora de la división ideológica entre izquierda y derecha. La entidad en la actualidad recibe el nombre a Tercera Vía.

## Resultados electorales
En las elecciones municipales de 2003 ULEG consiguió 1.613 votos (1,7%), subiendo hasta los 5.422 votos (5,9%) en las municipales de 2007, siendo elegido Carlos Delgado como concejal del partido. En las municipales de 2011 dobló sus resultados, pasando a ser la tercera fuerza política del municipio, con un 13,3% y 4 concejales. En las municipales de 2015 aumentó sus apoyos hasta el 20,42% de votos y 6 concejales, empatando con el partido más votado. En las elecciones municipales de 2019, se convirtieron en la segunda fuerza política de Leganés con el 15,58% de los sufragios, 4 concejales y 14.491 votos. En las elecciones municipales de 2023 bajaron a tercera fuerza con el 11,47% de los sufragios y consiguiendo 3 concejales. Pese a ello, lograron firmar un acuerdo de gobierno con el PP y formar parte del gobierno municipal tras 20 años en la oposición.
| Resultados electorales de Unión por Leganés (ULEG) | Resultados electorales de Unión por Leganés (ULEG) | Resultados electorales de Unión por Leganés (ULEG) | Resultados electorales de Unión por Leganés (ULEG) | Resultados electorales de Unión por Leganés (ULEG) |
| Año                                                | Votos                                              | %                                                  | Electos                                            |                                                    |
| -------------------------------------------------- | -------------------------------------------------- | -------------------------------------------------- | -------------------------------------------------- | -------------------------------------------------- |
| Municipales de 2003                                | 1.613                                              | 1,69%                                              | -                                                  |                                                    |
| Municipales de 2007                                | 5.422                                              | 5,89%                                              | 1                                                  |                                                    |
| Autonómicas de 2007                                | 1.406 (1.050 en Leganés)                           | 0,05% (1,14% en Leganés)                           | -                                                  |                                                    |
| Generales de 2008                                  | 1.566 (951 en Leganés)                             | 0,04% (0,86% en Leganés)                           | -                                                  |                                                    |
| Municipales de 2011                                | 12.409                                             | 13,28%                                             | 4                                                  |                                                    |
| Autonómicas de 2011                                | 3.435 (2.628 en Leganés)                           | 0,11% (2,82% en Leganés)                           | -                                                  |                                                    |
| Municipales de 2015                                | 19.463                                             | 20,42%                                             | 6                                                  |                                                    |
| Autonómicas de 2015                                | 5.543 (4.473 en Leganés)                           | 0,17% (4,70% en Leganés)                           | -                                                  |                                                    |
| Municipales de 2019                                | 14.491                                             | 15,58%                                             | 4                                                  |                                                    |
| Autonómicas de 2019                                | 3.685 (2.333 en Leganés)                           | 0,11% (2,50% en Leganés)                           | -                                                  |                                                    |
| Municipales de 2023                                | 11.073                                             | 11,47%                                             | 3                                                  |                                                    |
| Autonómicas de 2023                                | 2.563 (1.417 en Leganés)                           | 0,07% (1,47% en Leganés)                           | -                                                  |                                                    |